# Тебесджуак
Тебесджуак (англ. Tebesjuak Lake) — озеро на территории Нунавут в Канаде. Расположено между озерами Тулемалу и Маллери. 
Одно из больших озёр Канады — площадь водной поверхности 501 км², общая площадь — 575 км², шестнадцатое по величине озеро Нунавута. Высота над уровнем моря 146 метров. Ближе к западному берегу, в центральной части озера, расположен большой остров площадью 74 км². Основное питание Тебесджуак получает от озёра Тулемалу по реке Кунуак (Kunwak River). Сток из озера также по реке Кунуак через озера Маллери, Принсесс-Мэри в озеро Терти-Майл (Thirty Mile Lake), далее по реке Казан в озеро Бейкер, залив Честерфилд Гудзонова залива.